# Te doy la vida
Te doy la vida é uma telenovela chilena produzida pela AGTV Producciones e exibida pela Mega de 5 de abril a 23 de novembro de 2016.

## Enredo
Fabián Garrido (Cristián Riquelme) é um mecânico de bairro, cuja vida se baseia em cuidar de sua família e de seu parceiro Yoana (Constanza Araya); com quem ela não planeja ter filhos, até o momento em que finalmente possam se casar. Fabián é o filho mais velho do casamento entre Domingo (Gabriel Prieto) e Ester (Carmen Disa Gutiérrez), que são casados há cerca de 40 anos.
No bairro superior, Isidora Valdés (Celine Reymond), uma mulher de bom coração, juntamente com o marido, Emilio San Martín (Álvaro Espinoza), cria um filho adotivo chamado Nicolás (León Izquierdo). No entanto, ao longo dos meses, Nicolás é diagnosticado com leucemia e, para tentar se recuperar, precisará da ajuda de seu pai biológico, que ele não conhece.
As coisas para Fabián estão prestes a mudar quando se descobre que ele é a única pessoa que pode salvar o filho de Emilio e Isidora, já que ele é o pai biológico de Nicolás. Dessa forma, será criado um vínculo de amizade entre Fabián e Nicolás, mas não será o único vínculo que será criado, pois Isidora abalará o coração do single mecânico.

## Elenco
- Cristián Riquelme como Fabián Garrido Maldonado.
- Celine Reymond como Isidora Valdés Bianchi.
- Álvaro Espinoza como Emilio San Martín Gutiérrez/Luís Martínez.
- Maria José Illanes como Daniela Valdés Bianchi.
- Carmen Disa Gutiérrez como Ester Maldonado.
- Osvaldo Silva como Horacio Valdés.
- Cecilia Cucurella como Valeria Bianchi.
- Gabriel Prieto como Domingo Garrido.
- Carmen Gloria Bresky como Mónica Urriola
- Ramón Llao como Nelson Rodríguez.
- Constanza Araya como Giovanna Rodríguez.
- Etienne Bobenrieth como Samuel Garrido Maldonado.
- María de los Ángeles García como Rosa María Chávez.
- Ricardo Vergara como Ayrton Mondaca.
- Carmen Zabala como Gabriela Valdés Bianchi.
- León Izquierdo como Nicolás San Martín Valdés.
- Alejandra Perez Vera como Olga Marín

## Adaptações
- Te doy la vida - uma adaptação mexicana produzida por Lucero Suárez para Televisa em 2020. Estrelada por José Ron, Eva Cedeño e Jorge Salinas.